# Francisco de Sosa y Martínez de Rengifo
Francisco Lorenzo de Sosa y Martínez de Rengifo (* Lima, 1577 - † Quito, 1651?), magistrado y catedrático criollo que ocupó altos cargos políticos y académicos en el Virreinato del Perú.

## Biografía
Sus padres fueron Francisco de Sosa y María Martínez de Rengifo y Pinelo. Fue uno de los 17 alumnos a quienes el Virrey otorgó beca (1592), al fundarse el Colegio Real de San Felipe y San Marcos. Optó grado de Doctor en Leyes y Cánones en la Universidad de San Marcos y se recibió como abogado ante la Real Audiencia de Lima.
Incorporado a la docencia, asumió las cátedras de Vísperas de Leyes, Instituta (1600) y Prima de Sagrados Cánones (1607). Fue elegido rector (1612) y luego alcalde ordinario de Lima (1613). Se desempeñó como visitador de la Real Armada, surta en el Callao, y auditor general de guerra. Se le nombró oidor de la Real Audiencia de Santa Fe de Bogotá (1620) y de la Real Audiencia de Charcas (1634). En esta última asumió interinamente las funciones de presidente.

## Matrimonio y descendencia
Contrajo matrimonio en Lima con la madrileña Clara Eugenia de Xeria Alderete Maldonado (14 de abril de 1611), de cuya unión tuvieron las siguientes hijas:
- Mencía de Sosa y Rengifo, casada con Diego de Berrío Caicedo, con sucesión.
- Bárbola de Sosa y Rengifo.
- María de Sosa y Rengifo, casada con Ignacio Vázquez de Acuña y Menacho, cuyos descendientes obtuvieron el Condado de la Vega del Ren.

| Predecesor: Feliciano de Vega y Padilla   | Rector de la Universidad de San Marcos 1611 - 1612 | Sucesor: Andrés Diez de Abreu         |
| Predecesor: Bartolomé de Osnayo y Velasco | Alcalde ordinario de Lima Segundo voto 1613        | Sucesor: Antonio de Ulloa y Contreras |